# 葵潭站
葵潭站，是厦深铁路上的中间站，位于广东省揭阳市惠来县葵潭镇吉镇村。于2013年12月28日启用营运，广州铁路集团管辖。

## 歷史
2007年9月，国家发改委批复厦门至深圳铁路项目可行性研究报告，确定在厦深铁路上设置葵潭站。
2013年9月，站房主体结构基本完成，站台亦已建成并完成铺轨。
2013年12月28日，车站随厦深铁路通車运营而啟用。

## 车站构造
车站为线侧平式站房，站房设计最高聚集人数200人，总建筑面积2067平方米，站房建筑层数为主体一层，局部二层。站房西侧原设有售票处，但自2022年车站进站口迁至原售票处入口后，票务改由候车室内的综合服务中心处理。候车室内设有便利店、自动贩卖机、饮水处和卫生间。出站口则位于车站东侧。
| 地面     | 侧式站台 | 侧式站台                          | 侧式站台 | 侧式站台 |
|          | 2站台    | 杭深铁路 深圳北方向（下站：陆丰） |          |          |
|          |          | 杭深铁路 深圳北方向正线           |          |          |
|          |          | 杭深铁路 杭州东方向正线           |          |          |
|          | 1站台    | 杭深铁路 杭州东方向（下站：普宁） |          |          |
|          | 侧式站台 |                                   |          |          |
|          | 站房     | 进站口、候车室、出站口            |          |          |
| 地下一层 | 联络通道 | 站房来往2站台                     |          |          |

## 利用状况
厦深铁路开通首年葵潭站共发送旅客逾8万人次，日均发送旅客200多人次，2014年国庆期间日均发送旅客达到600余人次高峰。
2016年，葵潭站客运吞吐量达45.16万人次。
| 列车所属路局 | 经停列车                                                   |
| ------------ | ---------------------------------------------------------- |
| 上海局集团   | 南京南                                                     |
| 南昌局集团   | 深圳北、厦门、福州南、福鼎、南昌西、东莞南、广州东         |
| 广州局集团   | 深圳北、广州东、广州南、潮汕、汕头、福州南、岳阳东、南京南 |

## 图集

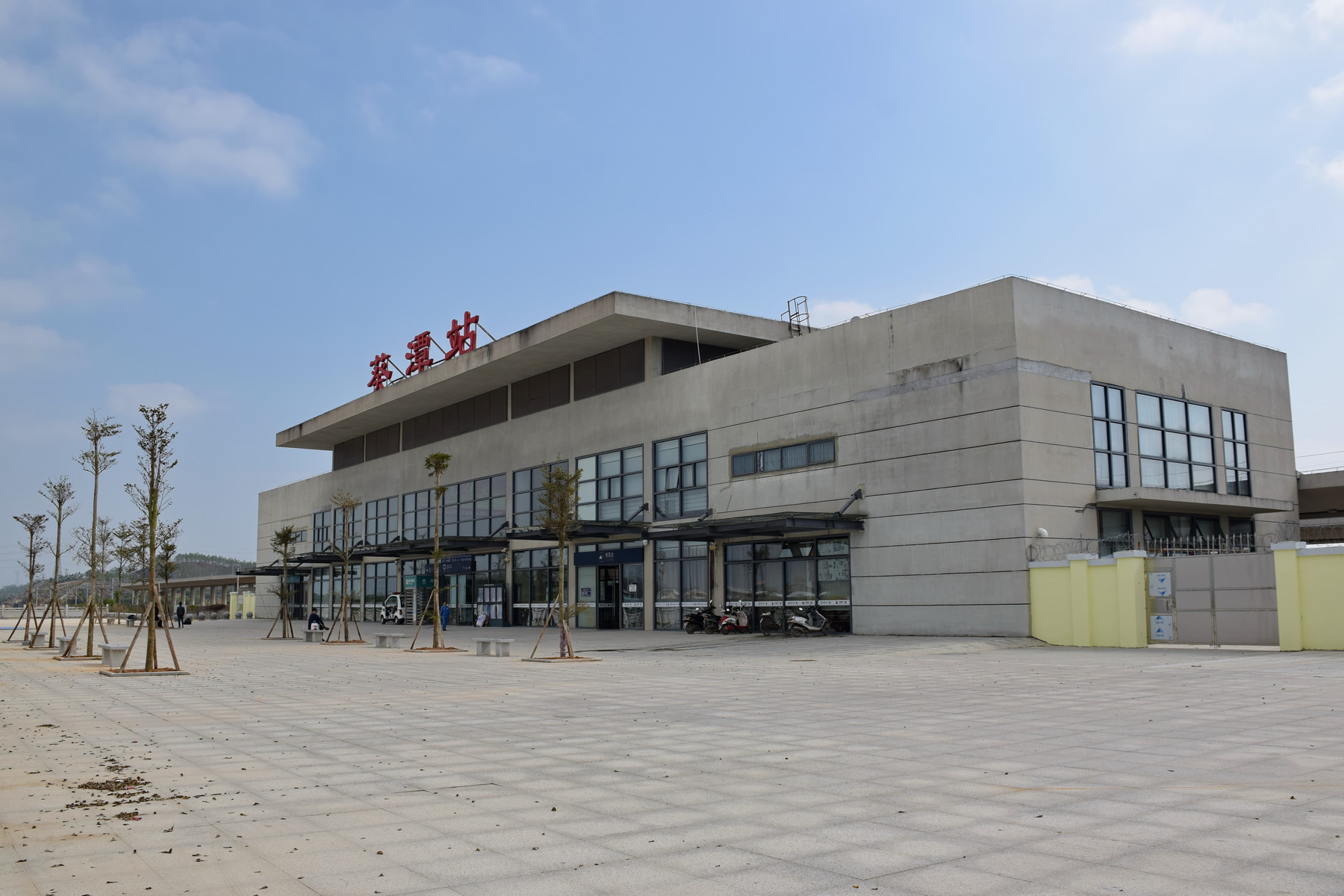
站房侧面
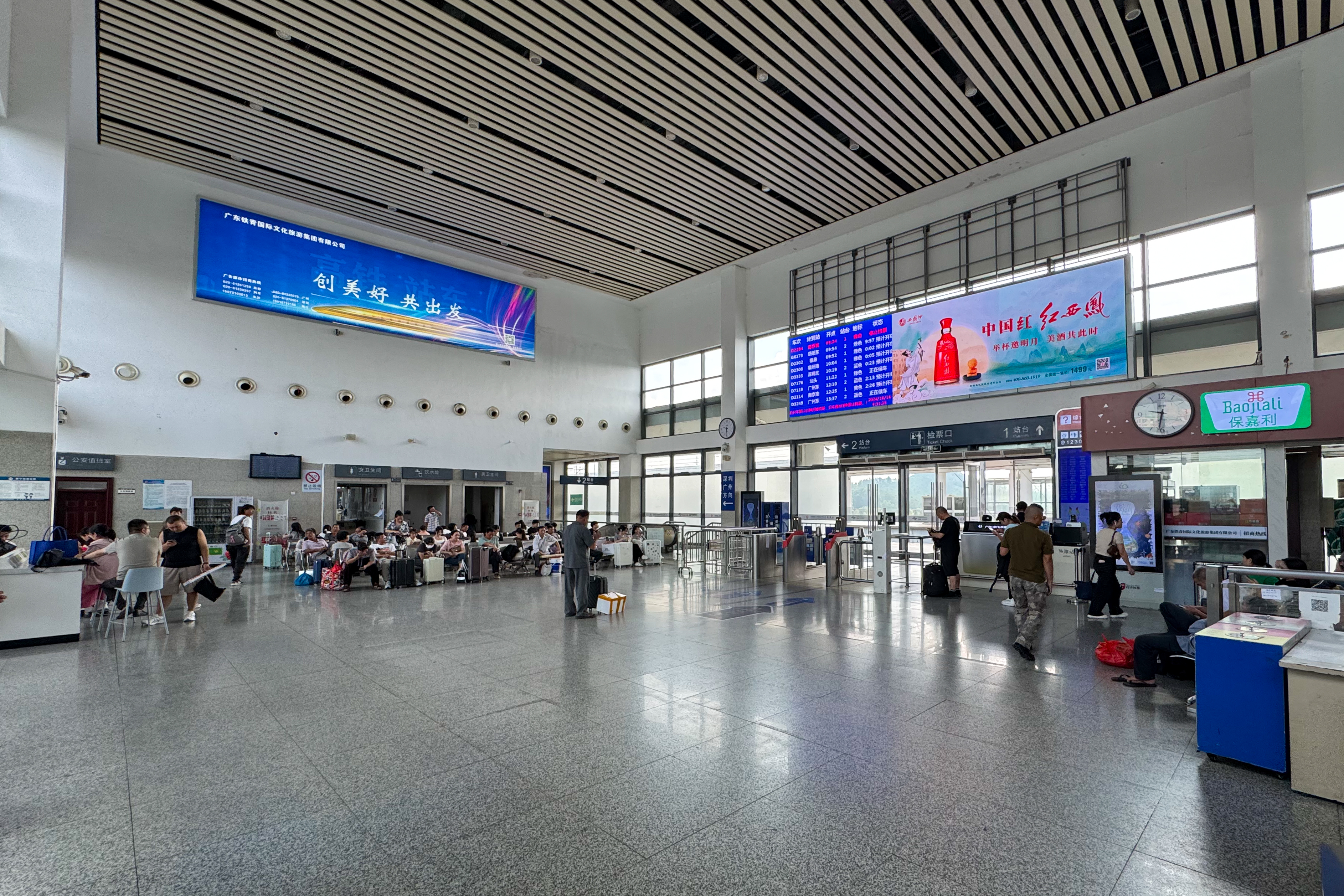
候车室
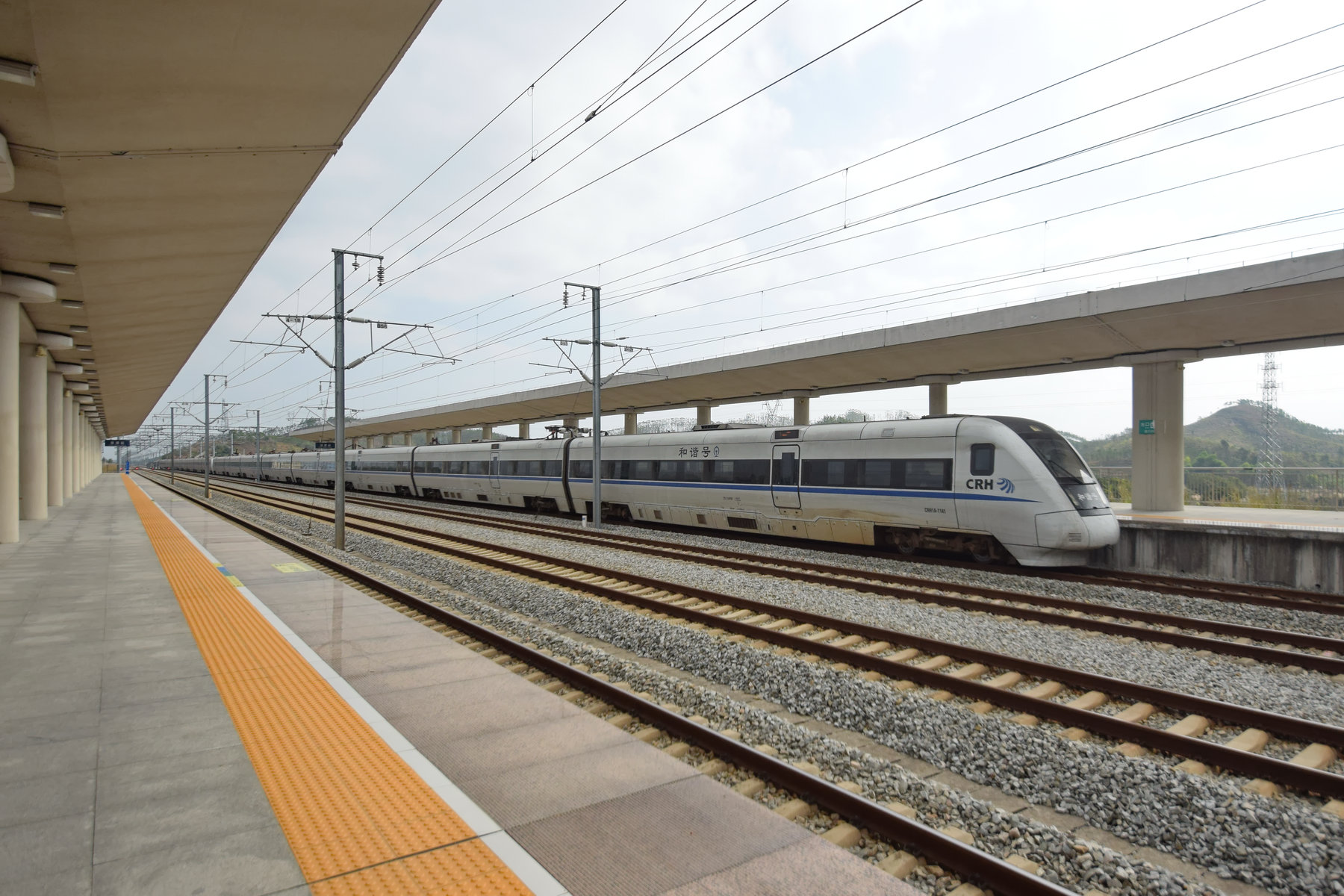
1站台
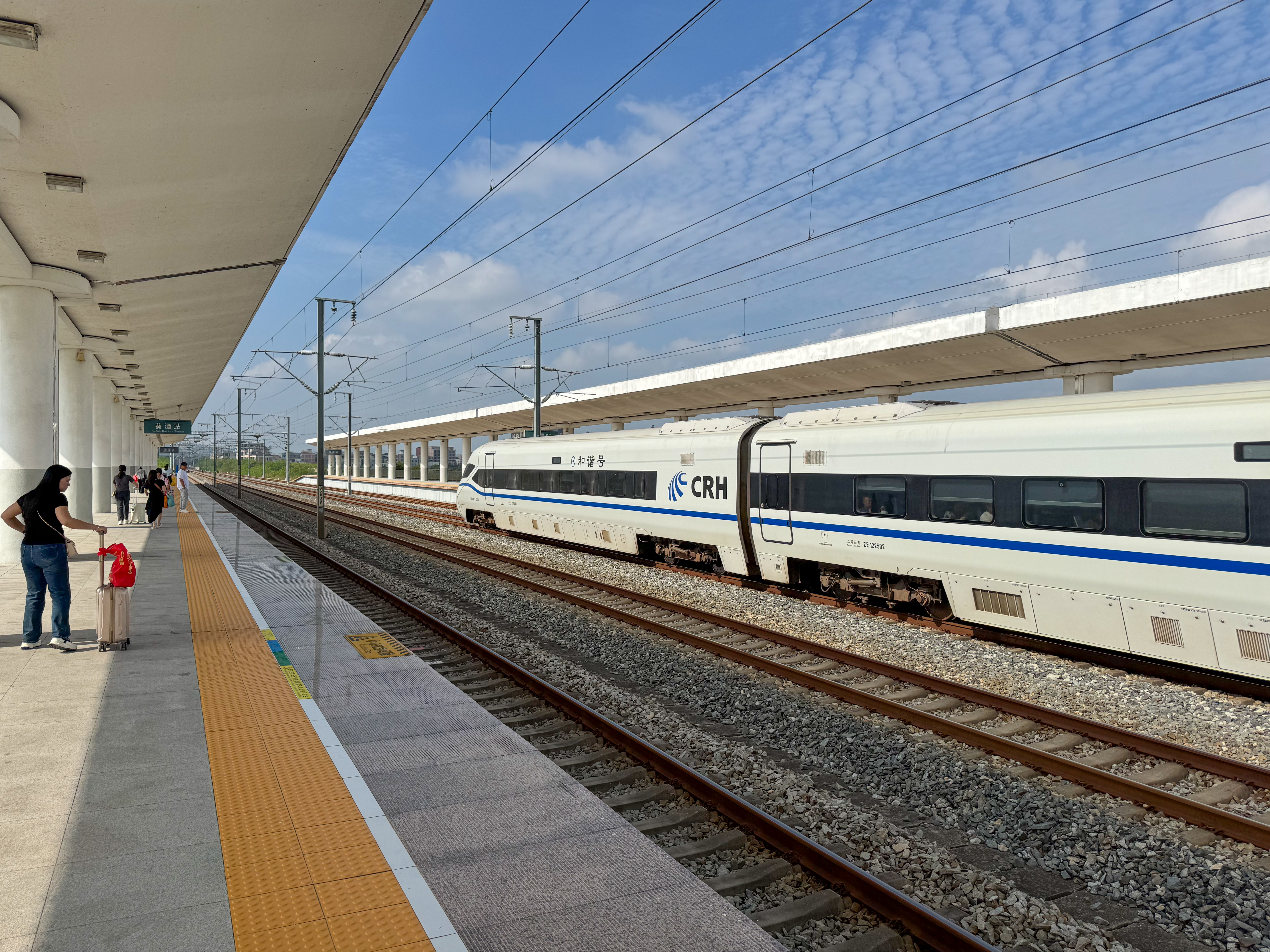
2站台

## 外部連結
维基共享资源上的相關多媒體資源：葵潭站